# 死亡フラグ (コンピュータ)
死亡フラグ（しぼうふらぐ、英: Death Flag、略号 DTH）は、セッションの突然の終了を事前に伝えるTCPヘッダのフラグである。
これは2023年のエイプリルフールにRFC 9401として発行されたジョークRFCで提案されたものである。

## 概要
新たに提案された死亡フラグ(DTH フラグ)は、TCPセッションの終了が近いことを通知する情報提供の役割を果たし、通信プロセスに物語性を与える。
この DTH フラグの使用は任意であり、正常な TCP の動作に影響を与えるものではない。このフラグに対応していない TCP ソフトウェアは、このフラグを安全に無視することができる。
フラグを受信した場合には、エンドユーザに通知ができるように情報をアプリケーション層に伝達することを推奨されている。
このフラグの名前には、アニメ、漫画、ライトノベルなどで使われる「死亡フラグ」からとられている。

## プロトコル詳細
DTH フラグは TCP ヘッダーの制御ビットフィールドの4番目を使用する。4番目のビットが選択された理由として、著者は中国語の「四」の発音が Sì であり、「死」を意味する Sǐ に似た音を持っているからだと説明している。
| オクテット |         | +0                | +0                | +0                | +0                | +0             | +0             | +0             | +0             | +1             | +1             | +1             | +1             | +1             | +1             | +1             | +1             | +2               | +2               | +2               | +2               | +2               | +2               | +2               | +2               | +3               | +3               | +3               | +3               | +3               | +3               | +3               | +3               |
|            | ビット  | 0                 | 01                | 02                | 03                | 04             | 05             | 06             | 07             | 08             | 09             | 10             | 11             | 12             | 13             | 14             | 15             | 16               | 17               | 18               | 19               | 20               | 21               | 22               | 23               | 24               | 25               | 26               | 27               | 28               | 29               | 30               | 31               |
| ---------- | ------- | ----------------- | ----------------- | ----------------- | ----------------- | -------------- | -------------- | -------------- | -------------- | -------------- | -------------- | -------------- | -------------- | -------------- | -------------- | -------------- | -------------- | ---------------- | ---------------- | ---------------- | ---------------- | ---------------- | ---------------- | ---------------- | ---------------- | ---------------- | ---------------- | ---------------- | ---------------- | ---------------- | ---------------- | ---------------- | ---------------- |
| +0         | +0      | 送信元ポート      | 送信元ポート      | 送信元ポート      | 送信元ポート      | 送信元ポート   | 送信元ポート   | 送信元ポート   | 送信元ポート   | 送信元ポート   | 送信元ポート   | 送信元ポート   | 送信元ポート   | 送信元ポート   | 送信元ポート   | 送信元ポート   | 送信元ポート   | 送信先ポート     | 送信先ポート     | 送信先ポート     | 送信先ポート     | 送信先ポート     | 送信先ポート     | 送信先ポート     | 送信先ポート     | 送信先ポート     | 送信先ポート     | 送信先ポート     | 送信先ポート     | 送信先ポート     | 送信先ポート     | 送信先ポート     | 送信先ポート     |
| +4         | +4      | シーケンス番号    | シーケンス番号    | シーケンス番号    | シーケンス番号    | シーケンス番号 | シーケンス番号 | シーケンス番号 | シーケンス番号 | シーケンス番号 | シーケンス番号 | シーケンス番号 | シーケンス番号 | シーケンス番号 | シーケンス番号 | シーケンス番号 | シーケンス番号 | シーケンス番号   | シーケンス番号   | シーケンス番号   | シーケンス番号   | シーケンス番号   | シーケンス番号   | シーケンス番号   | シーケンス番号   | シーケンス番号   | シーケンス番号   | シーケンス番号   | シーケンス番号   | シーケンス番号   | シーケンス番号   | シーケンス番号   | シーケンス番号   |
| +8         | +8      | 確認応答番号      | 確認応答番号      | 確認応答番号      | 確認応答番号      | 確認応答番号   | 確認応答番号   | 確認応答番号   | 確認応答番号   | 確認応答番号   | 確認応答番号   | 確認応答番号   | 確認応答番号   | 確認応答番号   | 確認応答番号   | 確認応答番号   | 確認応答番号   | 確認応答番号     | 確認応答番号     | 確認応答番号     | 確認応答番号     | 確認応答番号     | 確認応答番号     | 確認応答番号     | 確認応答番号     | 確認応答番号     | 確認応答番号     | 確認応答番号     | 確認応答番号     | 確認応答番号     | 確認応答番号     | 確認応答番号     | 確認応答番号     |
| +12        | +12     | データ オフセット | データ オフセット | データ オフセット | データ オフセット | D T H          | 予約           | 予約           | 予約           | C W R          | E C E          | U R G          | A C K          | P S H          | R S T          | S Y N          | F I N          | ウィンドウサイズ | ウィンドウサイズ | ウィンドウサイズ | ウィンドウサイズ | ウィンドウサイズ | ウィンドウサイズ | ウィンドウサイズ | ウィンドウサイズ | ウィンドウサイズ | ウィンドウサイズ | ウィンドウサイズ | ウィンドウサイズ | ウィンドウサイズ | ウィンドウサイズ | ウィンドウサイズ | ウィンドウサイズ |
| +16        | +16     | チェックサム      | チェックサム      | チェックサム      | チェックサム      | チェックサム   | チェックサム   | チェックサム   | チェックサム   | チェックサム   | チェックサム   | チェックサム   | チェックサム   | チェックサム   | チェックサム   | チェックサム   | チェックサム   | 緊急ポインタ     | 緊急ポインタ     | 緊急ポインタ     | 緊急ポインタ     | 緊急ポインタ     | 緊急ポインタ     | 緊急ポインタ     | 緊急ポインタ     | 緊急ポインタ     | 緊急ポインタ     | 緊急ポインタ     | 緊急ポインタ     | 緊急ポインタ     | 緊急ポインタ     | 緊急ポインタ     | 緊急ポインタ     |
| +20 ...    | +20 ... | ［オプション］    | ［オプション］    | ［オプション］    | ［オプション］    | ［オプション］ | ［オプション］ | ［オプション］ | ［オプション］ | ［オプション］ | ［オプション］ | ［オプション］ | ［オプション］ | ［オプション］ | ［オプション］ | ［オプション］ | ［オプション］ | ［オプション］   | ［オプション］   | ［オプション］   | ［オプション］   | ［オプション］   | ［オプション］   | ［オプション］   | ［オプション］   | ［オプション］   | ［オプション］   | ［オプション］   | ［オプション］   | ［オプション］   | ［オプション］   | ［オプション］   | ［オプション］   |
| ...        | ...     | データ            | データ            | データ            | データ            | データ         | データ         | データ         | データ         | データ         | データ         | データ         | データ         | データ         | データ         | データ         | データ         | データ           | データ           | データ           | データ           | データ           | データ           | データ           | データ           | データ           | データ           | データ           | データ           | データ           | データ           | データ           | データ           |

TCP セッションピアは、TCP セッションがもうすぐ終了する可能性がある場合に、DTH セグメントを送信する。これは送信側からも受信側からも送ることができる。DTH フラグ自体は、シーケンスや確認応答番号を更新しない。
受信側は ACK 応答する必要はない。また、受信直後にソケットをクローズする必要はない。RST または FIN セグメントが来るまでは待機する必要がある。
その他、どのようなときにこのフラグを設定すべきか、どのようなときに使用すべきでないか、悪意ビットとの併用案などについて、RFC本文に記載がある。